# Sifalago
Sifalago is een bestuurslaag in het regentschap Nias Selatan van de provincie Noord-Sumatra, Indonesië. Sifalago telt 778 inwoners (volkstelling 2010).